# Tunel (speleologia)

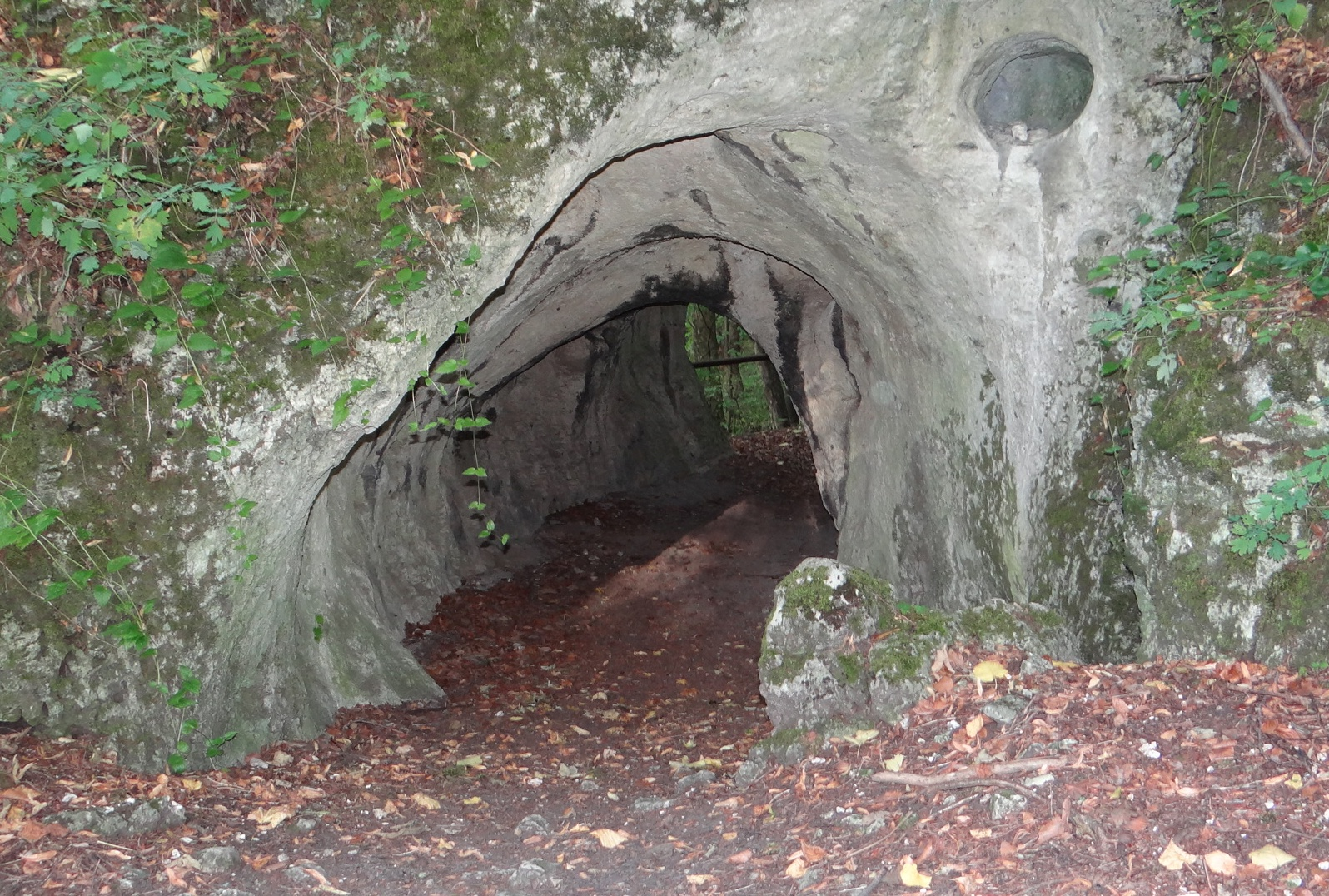
Tunel w Górze Smoleń

Tunel – w speleologii tunelem nazywa się rodzaj prawie poziomej jaskini (także schroniska) przypominającej wyglądem tunel – jest otwarta na obu końcach, dość prosta i ma jednolity przekrój. Tunelem nazywa się także poziomy lub nieco tylko nachylony korytarz o dużej średnicy.
Niektóre jaskinie i schroniska mają w swojej nazwie słowo tunel, np. Tunel w Górze Smoleń, Tunel w Dupnicy, Tunel w Uliczkach, Tunel Wysoki w Wielkiej Skale. 